# Noyant-la-Gravoyère
Noyant-la-Gravoyère ist eine Ortschaft und eine Commune déléguée in der französischen Gemeinde Segré-en-Anjou Bleu mit 1.932 Einwohnern (Stand: 1. Januar 2022) im Département Maine-et-Loire in der Region Pays de la Loire. Die Einwohner werden Noyantais genannt.
Die Gemeinde Noyant-la-Gravoyère wurde am 15. Dezember 2016 mit 14 weiteren Gemeinden, namentlich Aviré, Le Bourg-d’Iré, La Chapelle-sur-Oudon, Châtelais, La Ferrière-de-Flée, L’Hôtellerie-de-Flée, Louvaines, Marans, Montguillon, Nyoiseau, Sainte-Gemmes-d’Andigné, Saint-Martin-du-Bois, Saint-Sauveur-de-Flée und Segré zur neuen Gemeinde Segré-en-Anjou Bleu zusammengeschlossen. Sie gehörte zum Arrondissement Segré und zum Kanton Segré.

## Geographie
Noyant-la-Gravoyère liegt rund 45 Kilometer nordwestlich von Angers. 

## Bevölkerungsentwicklung
| Jahr                       | 1962 | 1968 | 1975 | 1982 | 1990 | 1999 | 2006 | 2013 |
| Einwohner                  | 1961 | 1932 | 1874 | 1963 | 1813 | 1761 | 1798 | 1871 |
| Quellen: Cassini und INSEE |      |      |      |      |      |      |      |      |

## Sehenswürdigkeiten

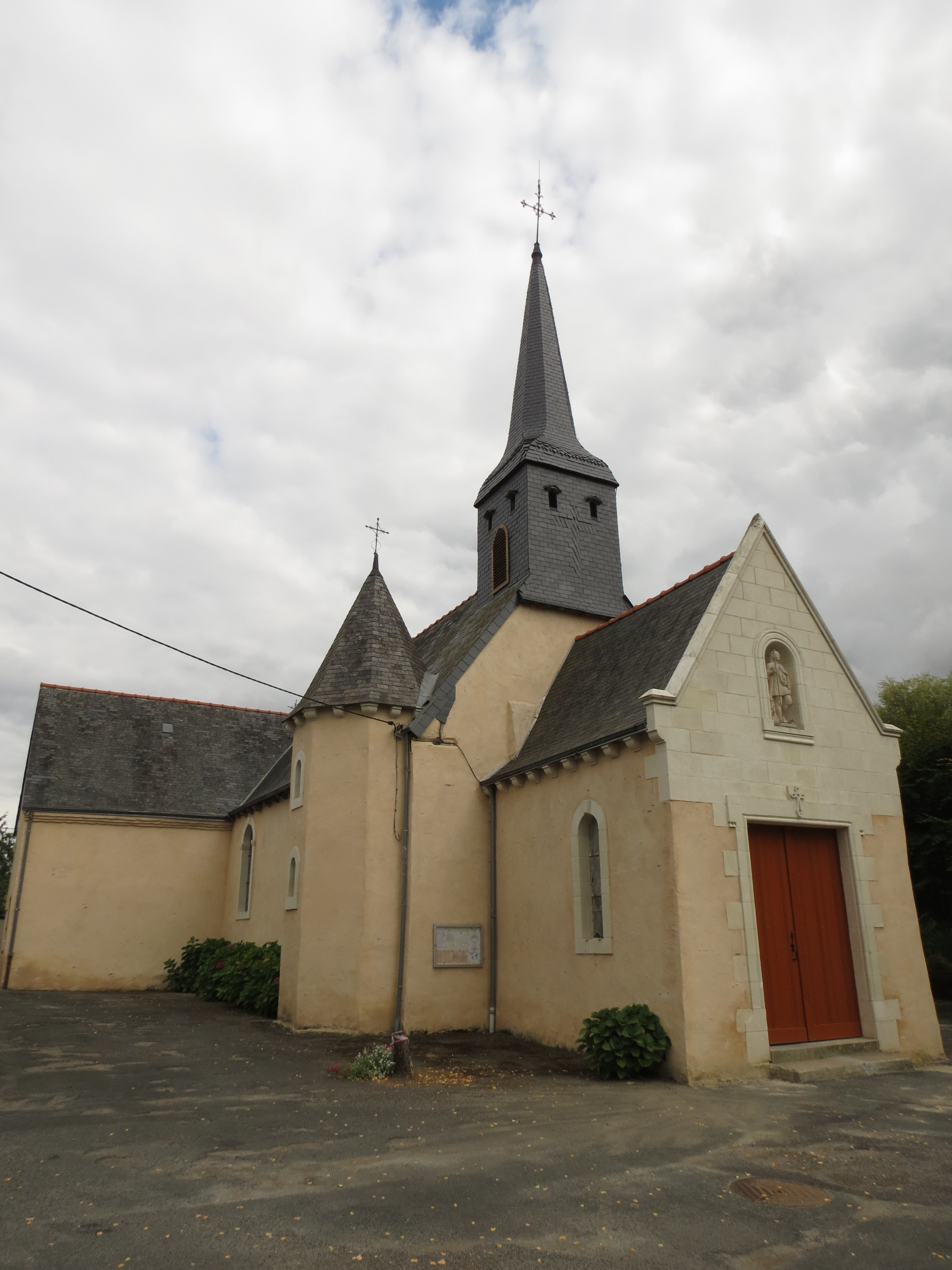
Kirche Saint-Georges
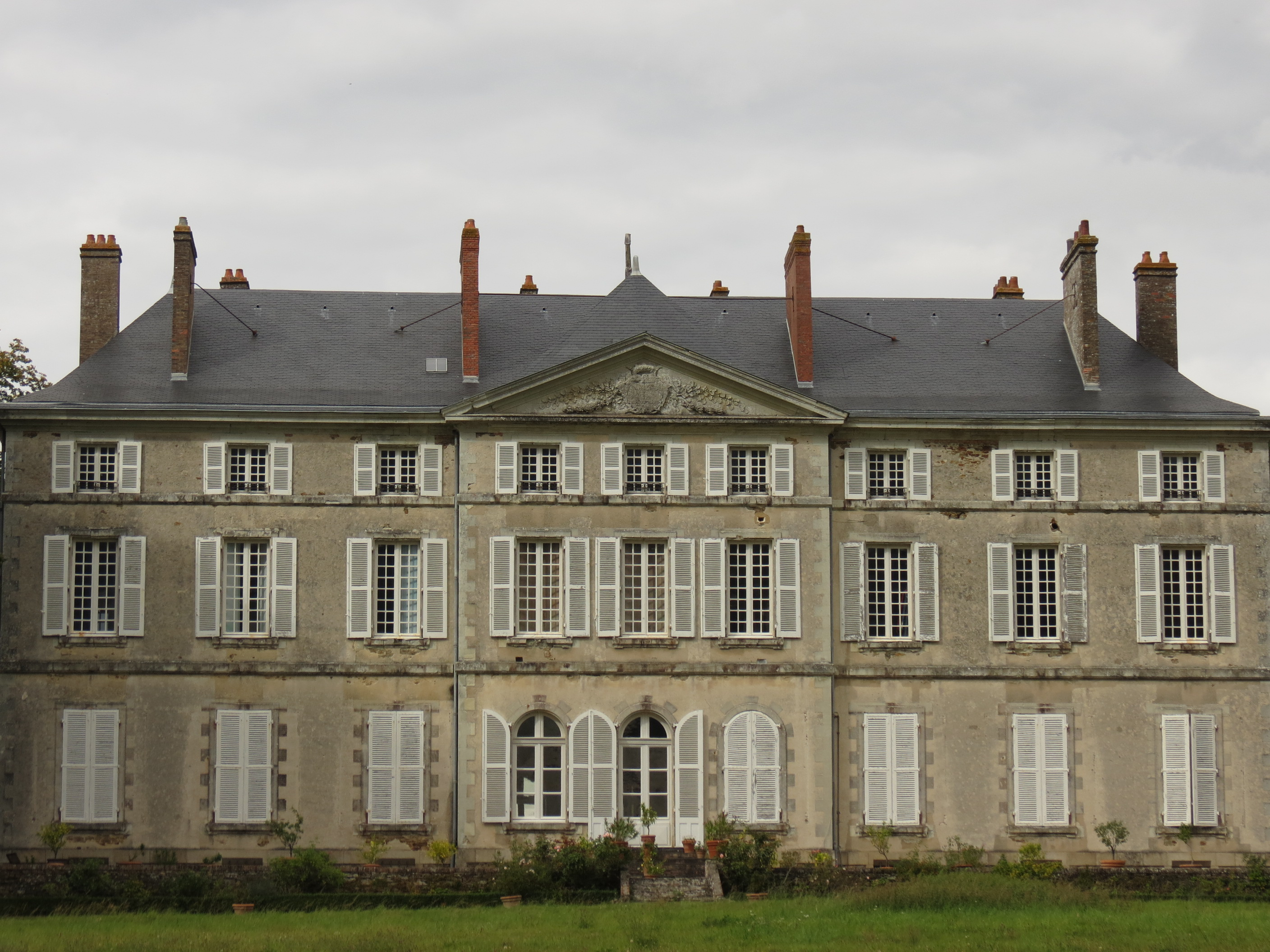
Schloss La Roche
- Schloss La Gravoyère
- Radrennbahn Georges Paillard

- Kirche Saint-Georges
- Schloss La Roche